# ديسقوريا بلقانية
ديسقوريا بلقانية (الاسم العلمي:Dioscorea balcanica) هي نوع من النباتات تتبع جنس الديسقوريا من الفصيلة الديسقورية.

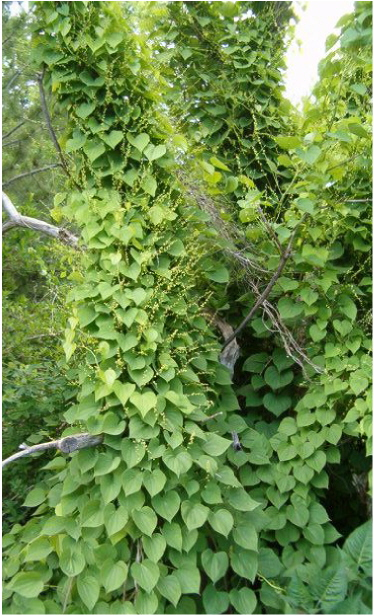
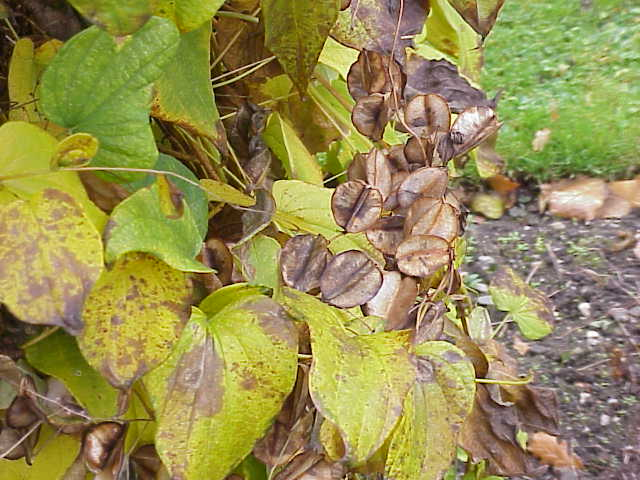
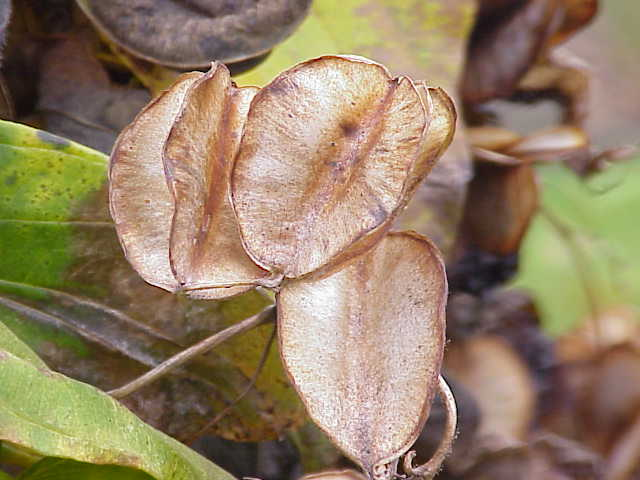
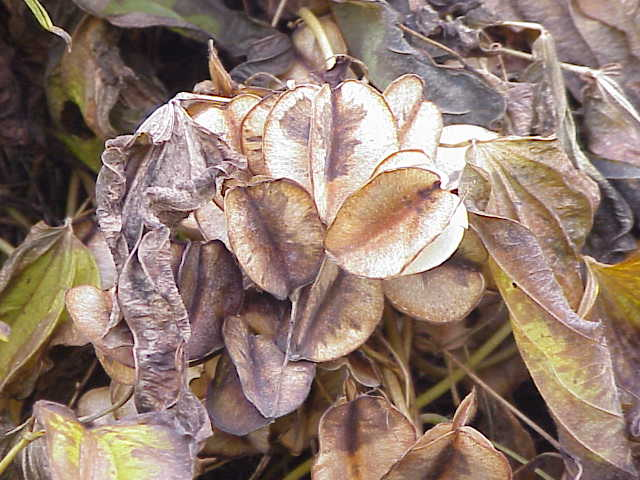